# Złotny Potok
Złotny Potok – potok, dopływ Łapszanki. Jego zlewnia znajduje się na południowych stokach Pienin Spiskich, a jego koryto na dużej części swojego biegu tworzy granicę między wsiami Łapsze Niżne i Niedzica w województwie małopolskim, w powiecie nowotarskim, w gminie Łapsze Niżne.
Potok wypływa wśród pól uprawnych na wysokości około 640 m. Spływa w kierunku południowo-wschodnim, w końcowym odcinku biegu zmieniając kierunek na południowo-zachodni. Na wysokości 540 m uchodzi do Łapszanki jako jej lewy dopływ. Ma długość około 1 km i nie posiada żadnego dopływu. Cały jego bieg znajduje się wśród pól uprawnych.